# Oddział Polskiego Towarzystwa Turystyczno-Krajoznawczego przy Pratt&Whitney Rzeszów
Oddział PTTK przy Wytwórni Sprzętu Komunikacyjnego „PZL-Rzeszów” (dawniej Oddział Polskiego Towarzystwa Turystyczno-Krajoznawczego przy WSK „PZL-Rzeszów”) – jednostka organizacyjna PTTK działająca w Rzeszowie na terenie zakładu Pratt&Whitney Rzeszów (dawna nazwa: Wytwórnia Sprzętu Komunikacyjnego „PZL-Rzeszów”). Posiada osobowość prawną i własny statut, oparty na Statucie ZG PTTK.

## Lata 50.
Działalność Oddziału PTTK przy WSK ma długą historię, jej początki sięgają lat 50. XX wieku. W roku 1955 będąc kołem zakładowym w strukturach Oddziału Miejskiego w Rzeszowie, prowadził szeroką działalność, nadając w radiowęźle zakładowym pogadanki radiowe, wydając komunikaty oraz prowadząc wystawy umieszczane w 10 gablotach krajoznawczych. W roku 1959 w kole PTTK przy WSK działało dynamicznie aż 256 członków. Koło posiadało wówczas własną wypożyczalnię sprzętu i zajmowało się propagowaniem aktywnej turystyki, takiej jak:
- wycieczki piesze,
- wycieczki kolarskie,
- wycieczki górskie,
- imprezy wodne.

## Lata 60.
W formie koła stowarzyszenie działało do końca roku 1962. Za oficjalną datę powstania samodzielnego Oddziału przyjmujemy styczeń 1963 r., kiedy to powołano z koła samodzielny Oddział PTTK przy WSK. W chwili przeobrażenia Oddział liczył 372 członków. Spowodowało to znaczne uszczuplenie szeregów Oddziału Miejskiego PTTK w Rzeszowie.

## Lata współczesne
W styczniu 2009 zakończył się 45. jubileuszowy rok działalności Oddziału przy WSK. W rok 46. Oddział wkroczył z 86 członkami, spośród których 54 to pracownicy WSK, emeryci i ich członkowie rodzin.